# Haaren (Ostercappeln)
Haaren ist ein Ortsteil von Ostercappeln im Landkreis Osnabrück in Niedersachsen und gehörte bis 1972 zum Landkreis Wittlage.

## Geografie

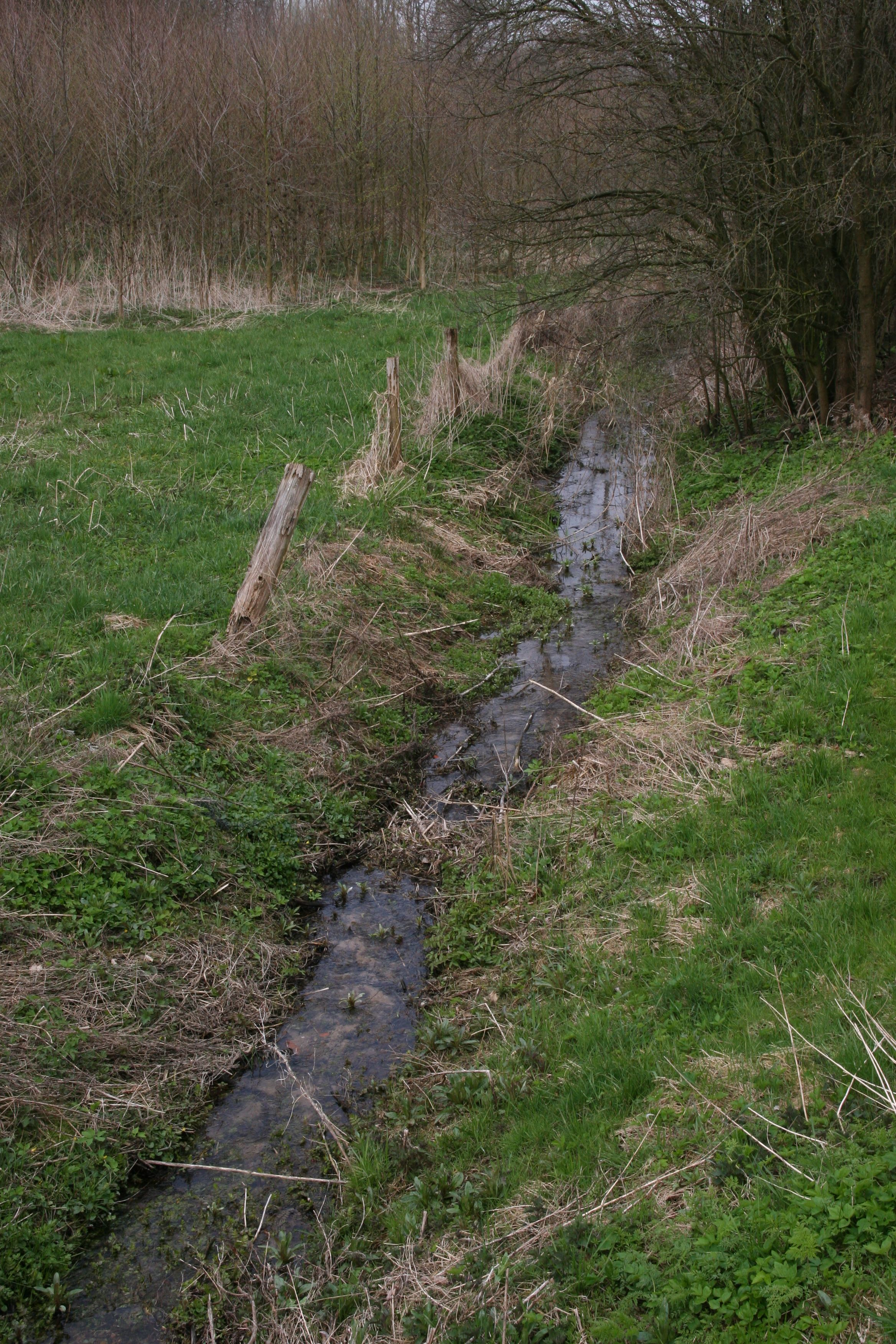
Das Quellgebiet der Nette in Oberhaaren

### Geografische Lage
Haaren liegt im Osnabrücker Land und liegt auf den südlichen Ausläufern des Wiehengebirges. Mit der Nette entspringt einer der wichtigsten Nebenflüsse der Hase in der Ortschaft.

### Nachbargemeinden
Folgende Gemeinden bzw. Ortsteile grenzen an Haaren:
| Vehrte 1,7 km  | Venne 3,6 km                                | Schwagstorf 2,8 km  |
| Belm 2,8 km    | Kompassrose, die auf Nachbargemeinden zeigt | Ostercappeln 1,9 km |
| Haltern 1,3 km | Wulften 2,7 km                              | Hitzhausen 3,3 km   |

Die angegebenen Distanzen entsprechen jeweils den Entfernungen der Ortsmitten zum Ortszentrum Haaren. Alle angegebenen Orte befinden sich im Osnabrücker Land.

## Geschichte

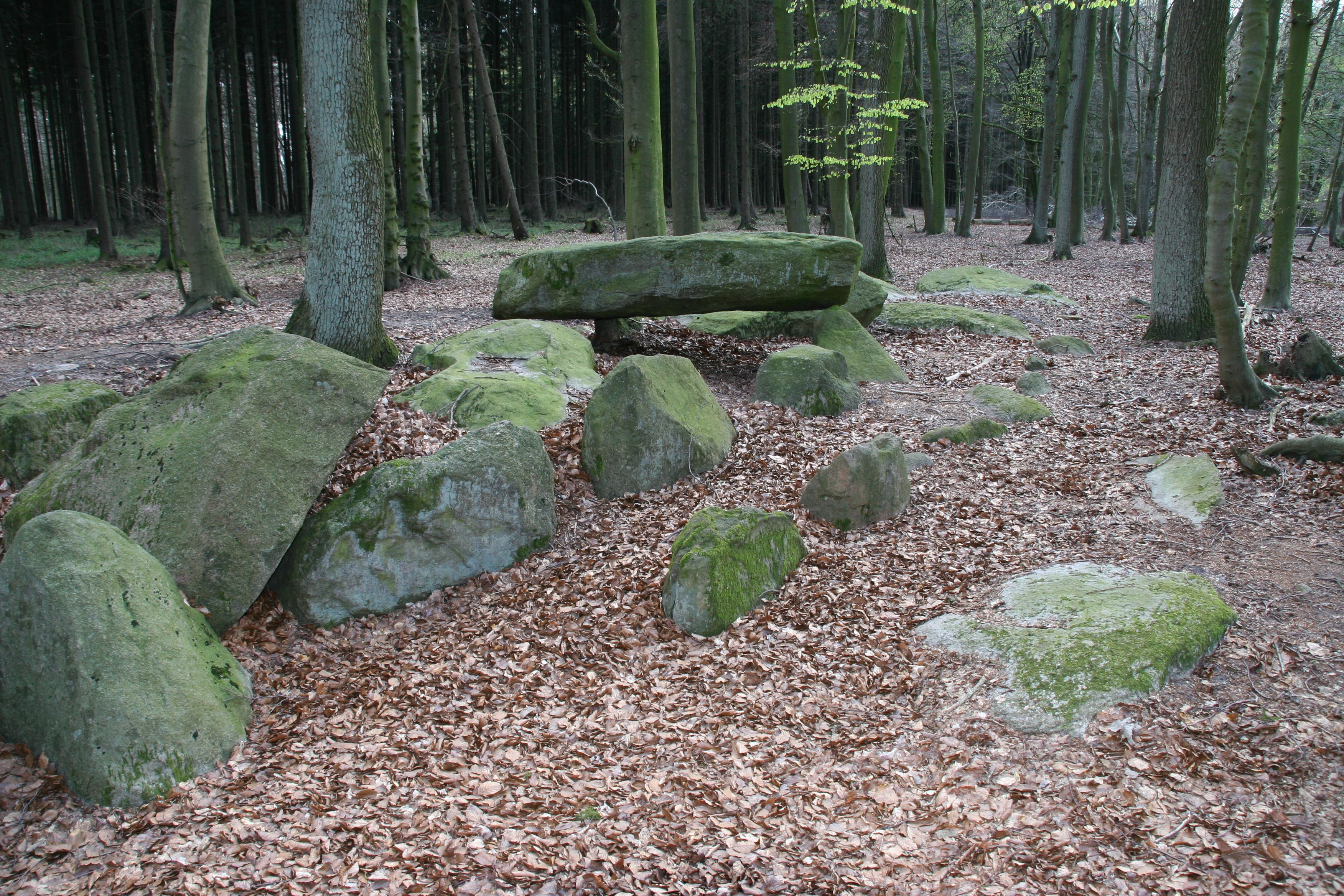
Hünengrab am Dübberort

Das Dorf Haaren wird im Jahre 1068 zum ersten Mal als Haren urkundlich erwähnt. Es hat seinen Namen also nicht von dem Adelsgeschlecht von Haren, das sich erst im 15. Jahrhundert auf Gut Kuhof in Haaren niederließ (das Wappen des Geschlechts, drei Spindeln, ist noch heute am Herrenhaus Kuhof zu sehen). Man kann allerdings von einer wesentlich früheren Besiedlung ausgehen, da in Haaren viele Hünengräber zu finden sind. Im Mittelalter haben Rodungen dazu geführt, dass sich eine Bauerschaft gründete. Diese ist seit 1306 Teil der Kirchengemeinde Ostercappeln. Seit Beginn des 19. Jahrhunderts besitzt Haaren eine eigene katholische Schule, welche bis ins Jahr 1969 betrieben wurde.

Bombenkrater im Wald nahe der Eisenbahn

Während des Zweiten Weltkriegs wurden von den Alliierten viele Bomben auf Haaren abgeworfen, da die heute noch existierende Eisenbahnlinie, die Bremen mit Osnabrück verbindet, zerstört werden sollte. Daher sind neben der Zugstrecke noch heute zahlreiche Bombenkrater zu sehen.
Nach dem Zweiten Weltkrieg und der damit einhergehenden Vertreibung bzw. Flucht von Deutschen aus dem damaligen Gebiet Ostpreußens und der sowjetischen Besatzungszone stieg die Bevölkerungszahl rapide an, sodass nicht genug Wohnfläche zur Verfügung stand und viele Flüchtlinge in Notunterkünften hausen mussten. Daher entschloss der damalige Gemeinderat, dass neue Wohnfläche ausgeschrieben werden muss. Dies wurde 1949 auch getan und es entstanden die Siedlungen Bergfrieden und Waldesruh. Ein Quadratmeter kostete damals nur 0,49 DM. Allerdings hatten die neuen Siedlungen keinen Anschluss an die städtische Wasserversorgung, da die Siedlungen von den Haarenern in Eigenregie erstellt wurden.
Im Jahre 1969 wurde die Haarener Schule mangels Schülern geschlossen. Seitdem müssen die Haarener die Schule in Ostercappeln besuchen.
Am 1. Juli 1972 wurde Haaren in die Gemeinde Ostercappeln eingegliedert.
An die städtische Wasserversorgung wurden die Siedlungsbereiche 1987 angeschlossen und 1994 an das neugebaute Klärwerk in Schwagstorf.
Nach der Jahrtausendwende entschlossen sich die Besitzer des Hofes Voltermann dazu, eine Biogasanlage zu planen. 2007 sollte der Bau abgeschlossen sein, welcher insgesamt 1,5 Mio. Euro gekostet hätte. Nach Fertigstellung wären täglich mindestens 3 Traktorladungen Gülle oder Mais erforderlich gewesen, um die Anlage in Betrieb zu halten.
Dieses Projekt scheiterte jedoch, da die Haarener Bevölkerung gegen dieses Vorhaben war. Eines der Hauptargumente war, dass die Infrastruktur nicht für solche Lieferungen ausgelegt ist, da die Straßen zu eng sind. Außerdem würde sich die Biogasanlage direkt an den Nettequellen befinden, was ebenfalls ein Grund für den Unmut der Bevölkerung war.
Zwei Anwohner und der Naturschutzbund Deutschland haben bereits Klage gegen Voltermann eingereicht.
Die Telekommunikationsgesellschaft für den Landkreis Osnabrück (kurz: Telkos) gab 2010 bekannt, dass sie im ganzen Osnabrücker Land DSL verfügbar machen wird. Dabei soll nach Angaben der Telkos in fünf Jahren überall eine Datenübertragungsrate von mindestens 2048 kbit/s verfügbar sein. Der Bauabschnitt „Schwagstorf, Haaren, Broxten“, der 405 Haushalte einschließt, soll im 3. Quartal 2011 fertiggestellt sein.

## Politik

### Bürgermeister
Da Haaren bis zur Eingemeindung zu Beginn des Jahres 1972 eine autonome Gemeinde war, hatte sie auch einen eigenen Bürgermeister. An dieser Stelle nun die Auflistung aller Bürgermeister ab 1890.
| von              | bis              |                    |
| ---------------- | ---------------- | ------------------ |
| 1890             | 1897             | Buschkotte         |
| 1897             | 1907             | Lammerding         |
| 1907             | 1920             | Haarmann           |
| 1920             | 1950             | Lübker             |
| 1950             | 1953             | Haarmann           |
| 1953             | 1958             | Simon              |
| 1958             | 11. Oktober 1966 | Freiherr von Wendt |
| 11. Oktober 1966 | 30. Juni 1972    | Baumann            |

Am 25. Mai 2014 trat der aus Haaren stammende Johannes Klecker als Bürgermeisterkandidat für Ostercappeln an. Er konnte 36,48 % der Stimmen auf sich vereinigen. Den Wahlbezirk Haaren hat er mit 54,31 % sogar gewonnen.

## Industrie
Seit dem 19. Jahrhundert wird in Haaren Schieferton verarbeitet. Im Jahre 1850 erweiterte Colonen Simon die bereits bestehende Ziegelei. Paul Stölting kauft diese Ziegelei 1892 und gründete an der heutigen Bremerstraße die Ziegelei Stölting. Viele Haarener hatten hier ihren Arbeitsplatz.
Im Jahre 1961 übernahm der Düsseldorfer Rolf Plümacher die Anlage. Er modernisierte sie und tauschte die alten Ringöfen gegen neue Tunnelöfen aus. Außerdem wurde die Produktion von Ziegelsteinen eingestellt und es wurde Keramik hergestellt. Entsprechend wurde der Betrieb in ammonit keramik umbenannt.

## Vereinswesen
Es gibt in Haaren den Fußballclub des Haarener SC und außerdem noch die Motorsportfreunde Haaren.
Der Haarener SC wurde am 3. Juni 1962 gegründet und hat aktuell ca. 140 Mitglieder. Der größte Erfolg des Vereins war der Aufstieg in die Kreisliga im Jahre 1992. Aktuell nimmt die erste Mannschaft des Haarener SC am Spielbetrieb in der zweiten Kreisklasse und die zweite Mannschaft am Spielbetrieb der dritten Kreisklasse teil. Außerdem finden am Clubheim des Vereins im Jahr mehrere Veranstaltungen statt, wie z. B. der Adventsbasar, der Flohmarkt und natürlich der Elfmeter-Cup.
Die Motorsportfreunde Haaren wurden im Jahre 1971 gegründet und sind seit 1987 Mitglied im Norddeutschen Auto-Cross-Verband. Es finden allerdings heute keine Rennen mehr statt.

## Bevölkerungsentwicklung
Nach überlieferten Aufzeichnungen hatte Haaren 1512 nur gerade einmal 54 steuerzahlende Einwohner. Die Einwohnerzahl stieg nun stetig an und erreichte im Jahre 1905 einen Wert von 323 Personen. 1939 ging dann die Einwohnerzahl bis auf 183 Einwohner zurück, da viele zum Kriegsdienst in die Wehrmacht eingezogen wurden, um für das Deutsche Reich im Zweiten Weltkrieg zu dienen.
Nach dem Ende des Krieges verdoppelte sich die Einwohnerzahl in Haaren von 323 im Jahre 1905, auf nun 614, da viele Flüchtlinge in Haaren ein neues Zuhause fanden. Auf Grund der Flüchtlinge wurden im Jahre 1949 die Siedlungen Bergfrieden und Waldesruh angelegt, weil nicht mehr genug Wohnfläche zur Verfügung stand. Der Grundstückspreis lag damals bei 0,49 DM/m².

### Einwohnerentwicklung
Wohnbevölkerung der Gemeinde Haaren mit Gebietsstand vom 27. Mai 1970:
| Datum              | Einwohner |
| ------------------ | --------- |
| 17. Mai 1939       | 352       |
| 13. September 1950 | 614       |
| 6. Juni 1961       | 685       |
| 27. Mai 1970       | 689       |

## Verkehr
Die Bundesstraßen 51 und 65 führen als eine Straße durch Haaren von Ost nach West. Haaren verfügt über eine Busanbindung. Werktags fahren stündlich Busse. Am Wochenende werden Nachtbusse eingesetzt.
Außerdem verläuft die Eisenbahnstrecke von Osnabrück nach Bremen durch Haaren.